# Acta Botanica Barcinonensia
Acta Botanica Barcinonensia (abreviado Acta Bot. Barcinon.)  fue una revista con ilustraciones y descripciones botánicas que se publicó en Barcelona desde 1978 hasta 2011. Estuvo precedida por Acta Phytotaxonomica Barcinonensia.